# Желакур
Желакур (фр. Gélacourt) насеље је и општина у североисточној Француској у региону Лорена, у департману Мерт и Мозел која припада префектури Линевил.
По подацима из 2011. године у општини је живело 165 становника, а густина насељености је износила 34,52 становника/km². Општина се простире на површини од 4,78 km². Налази се на средњој надморској висини од 285 метара (максималној 329 m, а минималној 258 m).

## Демографија
| 1962. | 1968. | 1975. | 1982. | 1990. | 1999. | 2011. |
| ----- | ----- | ----- | ----- | ----- | ----- | ----- |
| 113   | 119   | 123   | 150   | 181   | 148   | 165   |

График промене броја становника у току последњих година